# Gauguin: Viaje a Tahití
Gauguin: Viaje a Tahití (título original: Gauguin - Voyage de Tahiti) es una película biográfica francesa de drama y romance de 2017, dirigida por Edouard Deluc, que a su vez la escribió junto a Etienne Comar, Thomas Lilti, Sarah Kaminsky y Raphaëlle Desplechin, está adaptada del libro de Paul Gauguin, musicalizada por Warren Ellis, en la fotografía estuvo Pierre Cottereau y los protagonistas son Vincent Cassel, Tuheï Adams y Malik Zidi, entre otros. El filme fue realizado por Move Movie, StudioCanal y NJJ Entertainment; se estrenó el 20 de septiembre de 2017.

## Sinopsis
En 1891 Gauguin se exilia en Tahití. Pretende realizar su arte de una manera totalmente independiente, alejado de los valores morales y la estética de la Europa civilizada. Entra a la jungla, donde le toca lidiar con la soledad, la pobreza y la enfermedad. Ahí conoce a Tehura, quien más adelante será su mujer y protagonista de sus célebres pinturas.